# Maîtrise Notre-Dame de Paris

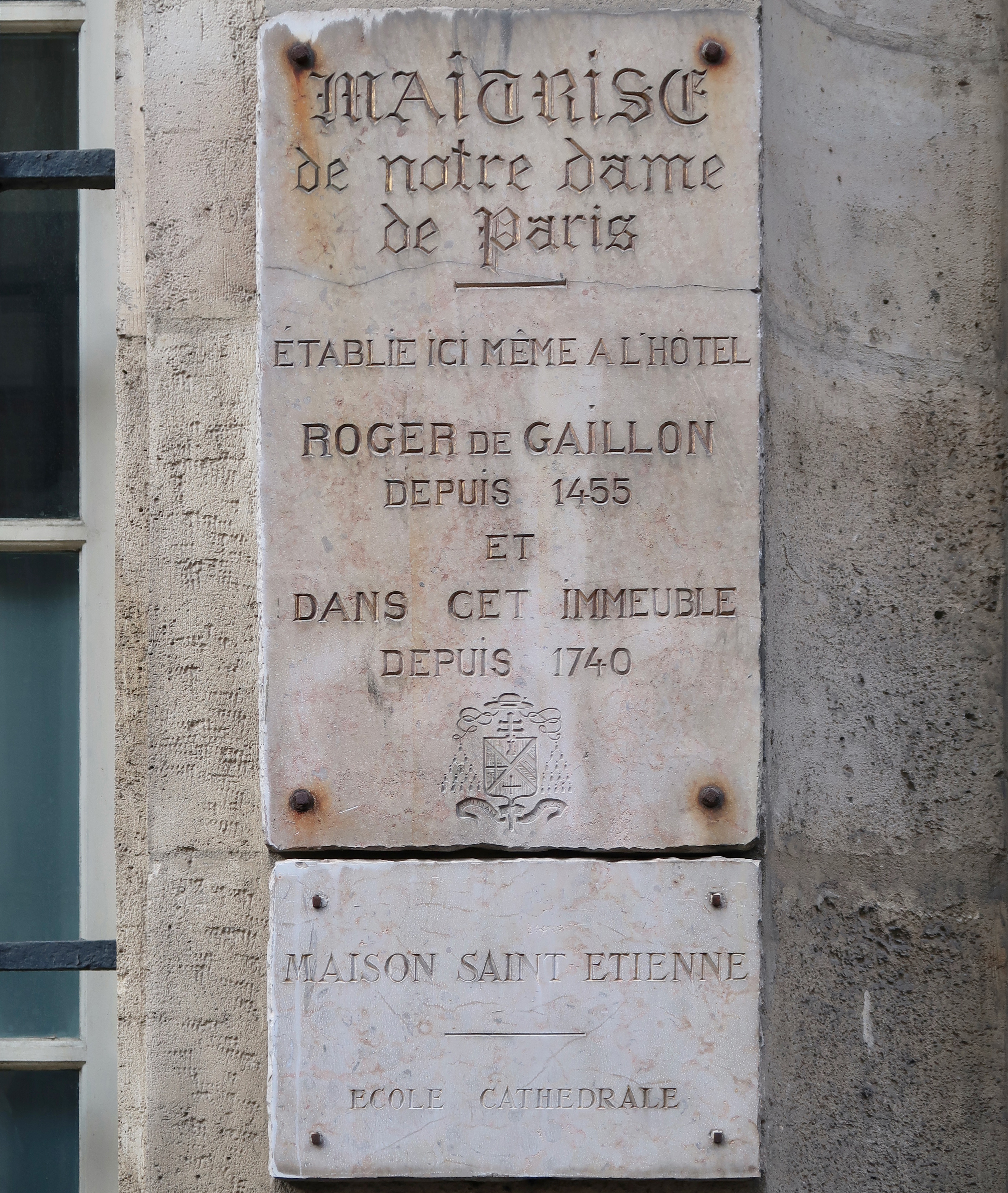
Plaque devant l'hôtel Roger de Gaillon, 8 rue Massillon.

La Maîtrise Notre-Dame de Paris est une maîtrise créée à Paris au XIIe siècle, en même temps que la cathédrale.

## Histoire
Actuellement, elle est composée de quatre entités : la Pré-Maîtrise (école primaire), le Chœur d’enfants (en double-cursus au collège), le Jeune Ensemble (en double-cursus au lycée) et le Chœur d’adultes (étudiants en formation professionnalisante), regroupées au sein de l'association "Musique Sacrée à Notre-Dame de Paris" créée en 1991. La Maîtrise a été successivement dirigée par Michel-Marc Gervais, Denis Rouger, Nicole Corti, Lionel Sow puis Henri Chalet depuis 2014.
Parmi les maîtres de chapelle de Notre-Dame de Paris, on doit citer, aux XIIe et XIIIe siècles, les polyphonistes Léonin et Pérotin, l'organiste et compositeur Arnoul Gréban (maître du chœur vers 1450) ou encore les compositeurs Antoine Brumel (maître vers 1500) et Henri Frémart (de 1625 à 1640). Jean Veillot (maître de 1640 à 1643) et Pierre Robert (1653-1663) dirigèrent ensuite la chapelle royale. André Campra, maître de 1694 à 1700, entrera lui aussi au service du roi. Après lui, on relève les noms de Jean-François Lalouette (1700-1727), Louis Homet (1734-1748), Jean-Baptiste Guilleminot-Dugué (1770-1792, avec une interruption entre 1786 et 1787), Jean-François Lesueur (1786-1787), Pierre Desvignes (1802-1827), Jehan Revert (1959-1991), etc.

## L'association Musique sacrée à Notre-Dame de Paris
L'association Musique Sacrée à Notre-Dame de Paris, créée en 1991 par la Ville de Paris, le Ministère de la Culture et l'Association diocésaine de Paris, est chargée de la coordination de l'ensemble de la musique dans la Cathédrale.

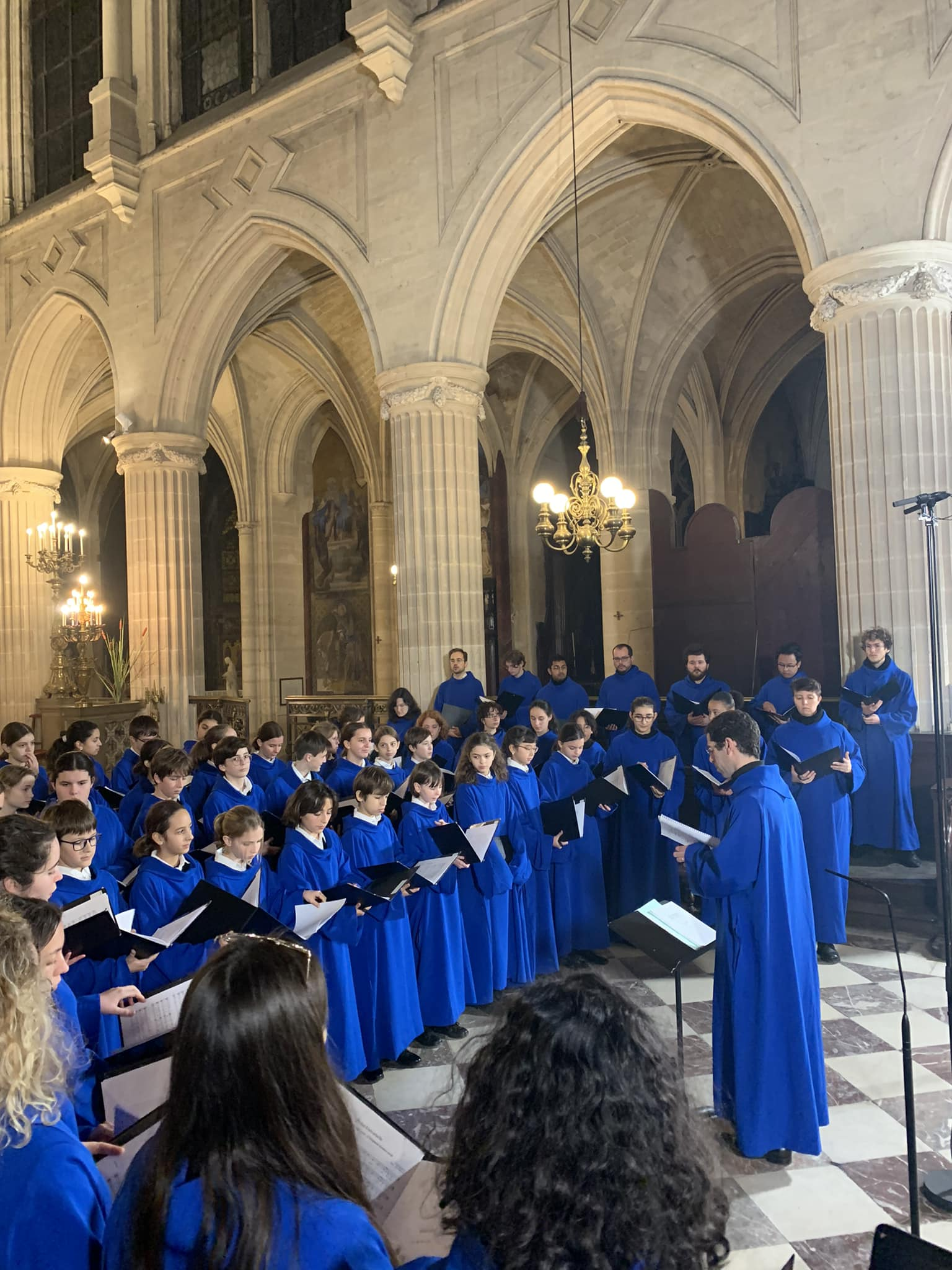
Liturgie de la Cathédrale à Saint-Germain l'Auxerrois.

L'association a pour missions principales :
- la formation musicale des chanteurs de la Maîtrise Notre-Dame de Paris (150 élèves et étudiants de 5 ans à 28 ans)[8]
- l'organisation d'une saison de concerts et d'auditions dans la Cathédrale[9]
- l'animation musicale de la liturgie de la Cathédrale (1 200 offices par an)[10]
- la diffusion des répertoires et le soutien à la création contemporaine (enregistrements discographiques, créations mondiales en concert, commandes, etc.)[11]
- l'ouverture culturelle et artistique à travers de nombreux partenariats comme Cultures du Coeur, l'Hôpital Européen Georges Pompidou et l'Académie Musicale de Villecroze

A cette occasion, la Maîtrise collabore avec de nombreux ensembles et chefs prestigieux : Maîtrise de Radio France, Orchestre National d'Auvergne, Conservatoire de Paris, Clare College de Cambridge, Choeur Adolf Fredrik de Stockholm, Ensemble Le Balcon, Sofi Jeannin, David Reiland, Sébastien Daucé, Léo Warynski, Raphael Pichon, Maxime Pascal, Marcel Pérès, Marzena Diakun.
En 2002, la Maîtrise de Notre-Dame de Paris est lauréate du Prix Liliane Bettencourt pour le chant choral, décerné en partenariat avec l’Académie des beaux-arts. Ce prix récompense notamment la qualité du projet pédagogique de la Maîtrise et son investissement pour la transmission du chant choral.

## Pendant les travaux de restauration de la Cathédrale
Depuis l'incendie de la Cathédrale Notre-Dame de Paris le 15 avril 2019, la Maîtrise poursuit ses activités pédagogiques et musicales. La liturgie de la Cathédrale est maintenue quotidiennement en l'église Saint-Germain l'Auxerrois. La Maîtrise se produit également dans d'autres lieux : Abbaye du Thoronet, Théâtre des Champs-Elysées, Abbaye de Fontevraud, Opéra de Lille, Philharmonie de Paris,, Théâtre du Châtelet, Institut de France, Opéra-Théâtre de Clermont-Ferrand, Opéra de Vichy, Eglise Saint-Eustache, Eglise Saint-Sulpice, Eglise Saint-Etienne-du-Mont, Abbaye Royale de Celles-sur-Belle, Festival de Sarrebruck.

## Discographie[11]
- Musique romantique allemande : Mendelssohn, Rheinberger, Brahms - 2010, Musique Sacrée à Notre-Dame de Paris
- Inviolata : Desprez, Victoria, Guerrero, Marçot - 2011, Musique Sacrée à Notre-Dame de Paris
- Mater Salvatoris - 2012, Musique Sacrée à Notre-Dame de Paris
- Vêpres de la Vierge Marie, Philippe Hersant - 2014, Musique Sacrée à Notre-Dame de Paris
- Le Livre de Notre-Dame - 2015, Musique Sacrée à Notre-Dame de Paris
- Saint-Louis - 2016, Musique Sacrée à Notre-Dame de Paris
- Noël à Notre-Dame de Paris - 2017, Musique Sacrée à Notre-Dame de Paris
- Notre-Dame, Cathédrale d'émotions - 2020, Warner Classics
- Pâques à Notre-Dame - 2022, Warner Classics
- Demain, dès l'aube, Julien Joubert - 2024, Musique Sacrée à Notre-Dame de Paris